# Saint-Bonnet-Avalouze
Saint-Bonnet-Avalouze este o comună în departamentul Corrèze din centrul Franței. În 2009 avea o populație de 205 de locuitori.

## Evoluția populației
| An        | 1975 | 1982 | 1990 | 1999 | 2006 | 2009 |
| --------- | ---- | ---- | ---- | ---- | ---- | ---- |
| Populație | 170  | 215  | 246  | 249  | 207  | 205  |